# Amolops cucae
Espèce
Statut de conservation UICN

 EN B1ab(iii) : En danger
Synonymes
- Rana cucae Bain, Stuart & Orlov, 2006

Amolops cucae est une espèce d'amphibiens de la famille des Ranidae.

## Répartition
Cette espèce est endémique de la province de Lào Cai au Viêt Nam. Elle se rencontre à environ 640 m d'altitude,.

## Étymologie
Cette espèce est nommée en l'honneur d'Ho Thu Cuc.

## Publication originale
- Bain, Stuart & Orlov, 2006 : Three new Indochinese species of cascade frogs (Amphibia: Ranidae) allied to Rana archotaphus. Copeia, vol. 2006, no 1, p. 43-59 (texte intégral).